# William Garrow
Sir William Garrow PC KC FRS (Monken Hadler, 13 de abril de 1760 – Ramsgate, 24 de setembro de 1840) foi um advogado, político e juiz inglês conhecido por sua reforma indireta do sistema de advocacia, que ajudou a inaugurar o sistema de tribunais acusatórios, usado na maioria das nações de direito comum nos dias atuais. Ele introduziu a frase "presumido inocente até que se prove o contrário", insistindo que os acusadores dos réus e suas provas sejam exaustivamente testados no tribunal. Filho de um ministro anglicano e sua esposa em Monken Hadley, então em Middlesex, Garrow foi alfabetizado na escola de seu pai na vila antes de ser aprendiz de Thomas Southouse, um advogado em Cheapside, que antecedeu um período de aprendizagem com o Sr. Crompton. Considerado estudante de direito bem dedicado, Garrow frequentemente observava casos em Old Bailey; como resultado, Crompton recomendou que ele se tornasse um procurador ou advogado. Garrow ingressou no Lincoln's Inn, em novembro de 1778, e foi chamado para a Ordem dos Advogados em 27 de novembro de 1783. Ele rapidamente se estabeleceu como advogado de defesa criminal e, em fevereiro de 1793, foi nomeado Conselheiro do Rei pelo governo do Reino Unido para processar casos envolvendo traição e crimes.
Ele foi eleito para o Parlamento em 1805 por Gatton, um "distrito podre", e tornou-se procurador-geral da Inglaterra e País de Gales em 1812 e procurador-geral da Inglaterra e País de Gales um ano depois. Embora não feliz no Parlamento, tendo sido devolvido apenas para fins políticos, Garrow atuou como um dos principais porta-vozes do Partido Whig, tentando impedir a reforma da lei criminal conforme a campanha de Samuel Romilly, e também tentou aprovar uma legislação para condenar a crueldade animal. Em 1817, ele foi nomeado Barão do Tesouro e Serjeant-at-Law, forçando sua renúncia do Parlamento, e passou os 15 anos seguintes como juiz. Ele não teve muito sucesso nos casos comerciais em que o Tesouro se especializou, mas quando em Assize, usou seu conhecimento de direito penal de seus anos na Ordem dos Advogados com grande efeito. Com sua renúncia em 1832, foi nomeado Conselheiro Privado, um sinal do respeito que o governo do Reino Unido tinha por ele. Ele morreu em 24 de setembro de 1840.
Durante grande parte dos séculos XIX e XX, seu trabalho foi esquecido pelos acadêmicos, e o interesse surgiu apenas em 1991, com um artigo de John Beattie intitulado "Garrow for the Defense" na revista científica History Today. Garrow é mais conhecido por seu trabalho de defesa criminal, que, por meio do exemplo que deu com sua defesa agressiva de clientes, ajudou a criar o moderno sistema do contraditório em vigor no Reino Unido, nos Estados Unidos e em outras ex-colônias britânicas. Garrow também é conhecido por seu impacto nas regras de evidência, levando à regra da melhor evidência. Seu trabalho foi citado recentemente em 1982 na Suprema Corte do Canadá, e em 2006 na Corte de Apelações Criminais da Irlanda. Em 2009, a BBC One transmitiu Garrow's Law, um drama ficcional em quatro partes sobre o início de Garrow em Old Bailey; uma segunda série foi ao ar no final de 2010. BBC One começou a transmitir a terceira série em novembro de 2011.

## Primeiros anos e educação
A família de Garrow veio originalmente de Moray, na Escócia, onde descendiam dos Garriochs de Kinstair, uma linhagem real escocesa. O pai de Garrow, David, nasceu em uma fazenda chamada Knockside, Aberlour (Speyside) a aproximadamente 50 milhas a noroeste de Aberdeen. David se formou na Universidade de Aberdeen com um diploma de Mestre em Artes em 1º de abril de 1736 e tornou-se padre da Igreja da Inglaterra, criando uma escola em Monken Hadley, no que hoje é a área da Grande Londres. Seu irmão mais novo, William, tornou-se um médico de sucesso, deixando a maior parte de sua propriedade (30 mil libras esterlinas) para Garrow. Em 5 de junho de 1748, David casou-se com Sarah Lowndes, com quem teve onze filhos; William, Edward, Eleanora, Jane, John, Rose, William, Joseph, William, David e Anne. Os dois primeiros Williams morreram quando bebês; o terceiro, nascido em 13 de abril de 1760, sobreviveu.

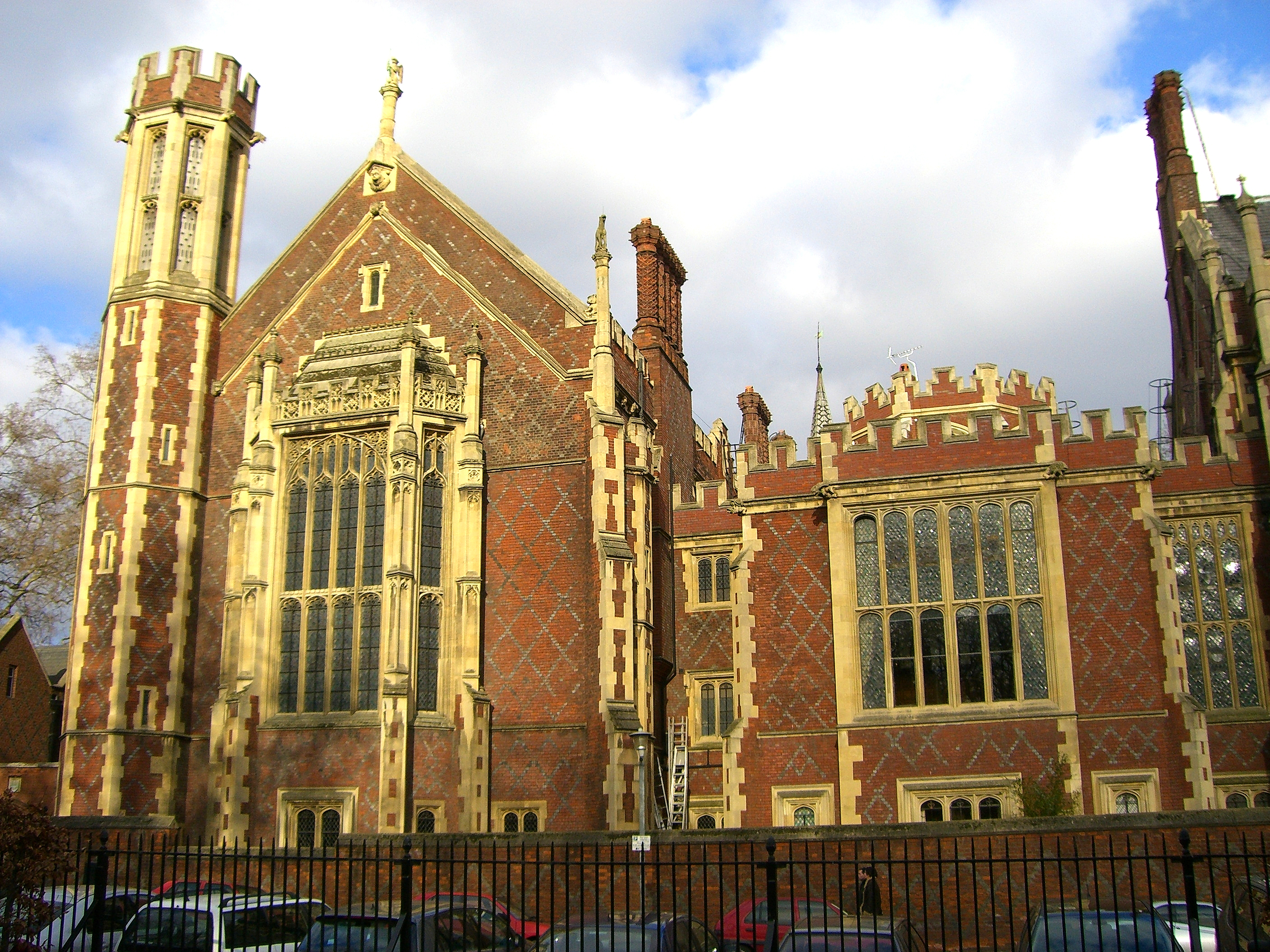
Lincoln's Inn, onde Garrow foi chamado para a Ordem dos Advogados em 27 de novembro de 1783

William Garrow foi alfabetizado na escola de seu pai em Monken Hadley, The Priory, que enfatizava a preparação de alunos para carreiras comerciais, como na Companhia Britânica das Índias Orientais. Como tal, ensinava boas maneiras sociais, bem como inglês, grego, latim, francês, geografia, matemática e dança. Estudando lá, Garrow "conhecia bem a língua inglesa; tinha um conhecimento moderado do latim e, como uma conquista, acrescentou uma proficiência considerável em francês". Garrow frequentou esta escola até os 15 anos de idade, quando foi contratado por Thomas Southouse, nascido em Faversham, Kent?, um advogado em Cheapside, em Londres. Garrow mostrou potencial, sendo apontado como "atencioso e diligente no desempenho das funções técnicas e práticas do escritório", e Southouse recomendou que ele se tornasse um procurador ou barrister; como resultado, quando ele tinha 17 anos, ele se tornou aluno de um Sr. Crompton, um advogado especial. Como aluno, Garrow estudou muito, lendo meticulosamente a Doctrina Placitandi de Sampson Euer, um manual sobre a Lei da Súplica escrito em francês jurídico. Ao mesmo tempo, ele viu casos em Old Bailey, fazendo amizade com o escrivão de acusação de lá, William Shelton.
No século XVIII, os oradores aperfeiçoaram a arte da oratória por meio de sociedades de debates, uma das mais notáveis das quais se reuniu no Coachmaker's Hall, em Londres. Embora inicialmente tímido (durante seu primeiro debate, os participantes tiveram que forçá-lo a sair de sua cadeira e segurá-lo enquanto ele falava), ele rapidamente desenvolveu uma reputação de orador e foi referido na imprensa como "Conselheiro Garrow, o famoso orador do Coachmaker's Hall". Em novembro de 1778, Garrow tornou-se membro do Lincoln's Inn, um dos quatro Inns of Court, e em 27 de novembro de 1783, aos 23 anos, foi chamado à Ordem dos Advogados; posteriormente, ele se tornou membro sênior suplente do Lincoln's Inn em 1793.

## Carreira como advogado

### Na defesa

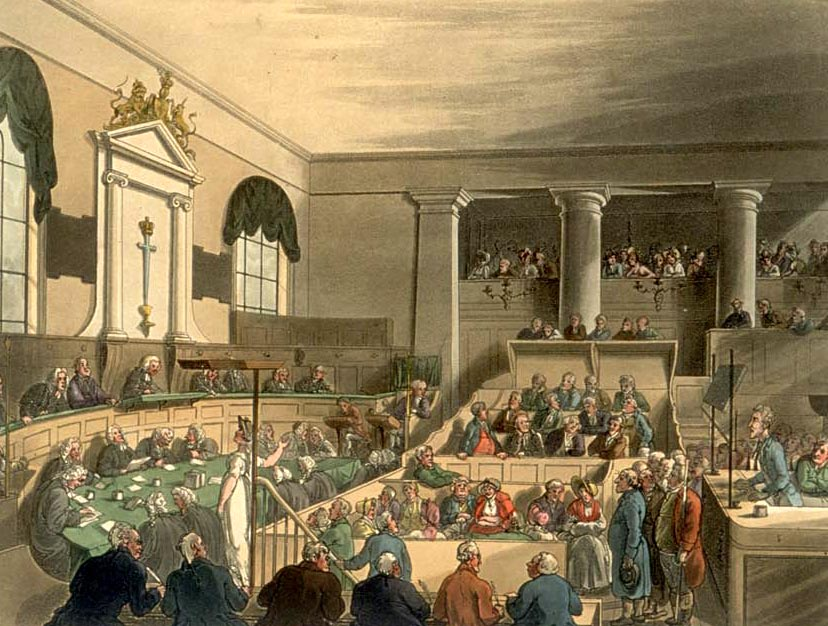
Um julgamento em Old Bailey, onde Garrow iniciou sua carreira como advogado

Garrow começou como advogado de defesa criminal em Old Bailey, em uma época em que muitos réus se tornavam cada vez mais dependentes de advogados para evitar sua condenação. Seu primeiro caso foi, na verdade, como promotor; em 14 de janeiro de 1784, apenas dois meses depois de ter sido chamado à Ordem dos Advogados, ele processou John Henry Aikles por obter um título de crédito sob falsos pretextos. Foi alegado que Aikles havia prometido pagar 100 libras esterlinas a Samuel Edwards e uma pequena comissão por uma letra de câmbio de 100 libras. Quando ele pegou a letra, não entregou o dinheiro. Apesar do advogado de Aikles alegar, de acordo com Edward Foss, que "isso não foi crime", e de ser representado por dois dos advogados criminais de maior prestígio da época, Garrow convenceu o juiz e o júri de que Aikles era culpado. Garrow, mais tarde, defendeu Aikles em setembro de 1785, garantindo sua libertação devido a problemas de saúde.
Durante seus primeiros anos como advogado, Garrow foi particularmente conhecido por seu estilo agressivo e confrontador de interrogatório. Quando James Wingrove foi acusado de roubo e violência durante um assalto em uma rodovia em 1784, o interrogatório de Garrow à testemunha e acusador William Grove o levou a admitir que estava cometendo perjúrio para obter uma recompensa e que Wingrove não havia roubado as duas partes feridas. Garrow não gostava da maioria dos caçadores de ladrões (thief-takers), dos quais Grove era um, embora não tratasse os Bow Street Runners e outros policiais com desprezo. Sua antipatia por esses homens foi destacada em sua defesa de três homens em 1788 por roubo; eles foram acusados de agredir John Troughton, ameaçando-o de morte e roubando seu chapéu. A questão era se a agressão o deixou com medo de morrer ou se ele estava exagerando para reivindicar uma recompensa, que não poderia ser reivindicada por simples roubo. Garrow alegou que Troughton não tinha certeza sobre como perdeu o chapéu, apesar de suas tentativas de alegar que os réus o arrancaram dele, e depois que quatro testemunhas deram provas de caráter, os réus foram considerados inocentes.
Garrow fez muito uso da nulificação por júri para limitar a punição de seus clientes condenados, numa época em que muitos crimes acarretavam pena de morte (o chamado Código Sangrento). Em 1784, duas mulheres foram presas por roubar leques no valor de 15 xelins, o que significa que uma condenação resultaria em pena de morte; Garrow convenceu o júri a condenar as mulheres pelo roubo de leques no valor de 4 xelins, mudando assim a sentença para doze meses de trabalhos forçados.

### Na acusação

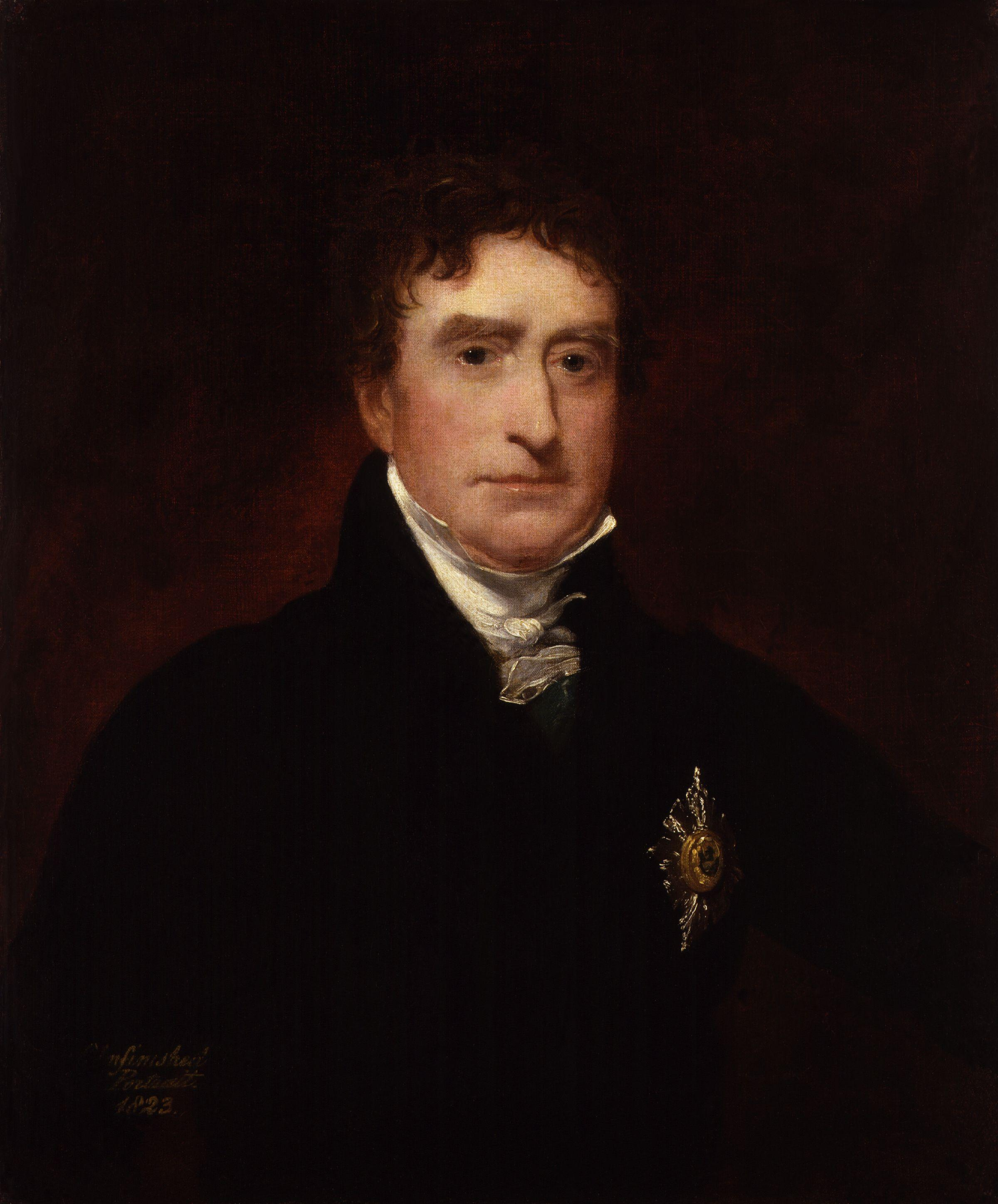
Thomas Erskine, a quem Garrow enfrentou nos julgamentos por traição do final do século XVIII

Garrow logo desenvolveu uma grande prática, trabalhando em julgamentos criminais em Old Bailey e fora de Londres como advogado de defesa e promotor. Em 1799, um livro registrou que o número de casos que ele teve no Tribunal de King's Bench "é excedido por ninguém além do Sr. [Thomas] Erskine", e que "ele há muito monopolizou o negócio principal no círculo judicial (...) Nenhum homem é ouvido com mais atenção pelo tribunal, nenhum homem ganha mais em um júri, ou agrada mais a um auditor comum". Em fevereiro de 1793, foi nomeado Conselheiro do Rei para ajudar a processar os acusados de traição e sedição, menos de dez anos após sua convocação para a Ordem dos Advogados; e sua nomeação teve resposta mista da imprensa. The Briton definiu Garrow e as outras cinco escolhas como o melhor talento da época, enquanto o Morning Chronicle foi amargo devido à posição social anterior de Garrow como amigo da Oposição Oficial, os Whigs, em oposição ao governo Tory.
À medida que a Revolução Francesa e sua percepção de ameaça ao Reino Unido ganhavam força, o mesmo acontecia com a carreira de Garrow; ele processou a maioria dos julgamentos estatais e, à medida que ganhava experiência, foi deixado para administrar muitos deles sozinho, enfrentando advogados importantes como Thomas Erskine, James Mingay e James Scarlett. Em maio de 1794, o governo suspendeu o habeas corpus; em 1795 proibiu todas as reuniões públicas; em 1797 proibiu organizações secretas e em 1799, proibiu todas as sociedades interessadas em reformar a maneira como o Reino Unido era administrado. O governo planejou uma série de 800 prisões, com 300 mandados de execução por alta traição emitidos e assinados, fazendo um esforço particular para processar Thomas Hardy e John Horne Tooke. Hardy foi o primeiro a ser julgado, com a promotoria argumentando que ele buscava uma revolução na Inglaterra semelhante à da França. Com Garrow processando e Erskine defendendo, o julgamento durou oito dias em vez do normal, e o capataz do júri estava tão tenso que deu o veredicto de "inocente" em um sussurro e imediatamente desmaiou. Tooke foi então processado; novamente, o júri o considerou inocente, com o resultado de que os outros 800 julgamentos foram abandonados.
Durante o período em que Garrow trabalhou como advogado, os plantadores de açúcar das Índias Ocidentais detinham grande poder no Parlamento, permitindo-lhes manter o monopólio da comercialização de açúcar na Inglaterra. Essa indústria era amplamente lucrativa devido ao uso de mão-de-obra escrava, à qual Garrow há muito se opunha; quando os plantadores de açúcar lhe ofereceram um emprego gerenciando todos os seus negócios jurídicos e políticos, ele respondeu que "[mesmo] se seu comitê me desse todas as suas rendas e todas as suas propriedades, eu não seria visto como o defensor de práticas que abomino, e um sistema que detesto". Em 1806, Thomas Picton, o governador de Trinidad, foi acusado de uma de "causar tortura infligida ilegalmente" a uma jovem mulata livre; ele foi levado perante o Tribunal de King's Bench sob o comando de Lord Ellenborough. Os registros do tribunal têm 367 páginas e Garrow estava profundamente envolvido como advogado de acusação; na verdade, seu discurso de abertura em 24 de fevereiro de 1806 é considerado por Braby um dos melhores. O caso centrou-se na questão de saber se a lei espanhola, que permitia a tortura, ainda estava em vigor no momento do incidente. O júri acabou decidindo que não, e Ellenborough considerou Picton culpado. O advogado de Picton solicitou um novo julgamento, que foi concedido; o júri no segundo julgamento acabou decidindo que Picton era inocente.
Graças às conexões políticas de Garrow, ele foi nomeado primeiro procurador-geral e depois procurador-geral do Príncipe de Gales em 1806 e 1807; ele foi recomendado por Erskine, que disse em uma carta ao Príncipe que "ele sabe mais sobre a verdadeira justiça e política de tudo relacionado ao direito penal do que qualquer homem que eu conheça". Em 1812, ele processou Leigh Hunt por difamação sediciosa contra o príncipe regente; graças ao seu trabalho, Hunt foi considerado culpado, revertendo o julgamento de um julgamento de 1811 no qual havia sido absolvido.

## Carreira política

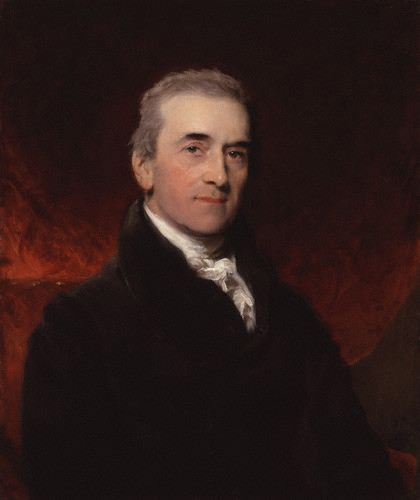
Sir Samuel Romilly, o oponente frequente de Garrow no Parlamento

Desde 1789, a imprensa especulava que Garrow, do Partido Whig, entraria no Parlamento; no entanto, ele só em 1805 ele foi eleito pela primeira vez por Gatton. Este era um "distrito podre", uma antiga jurisdição com pouquíssimos eleitores, mas que permanecia com representação parlamentar, sendo desta forma dominado por uma família. Garrow foi nomeado para servir aos interesses de seu patrono, Charles James Fox. Após sua entrada na política, Garrow a princípio prestou pouca atenção, não fazendo seu primeiro discurso até 22 de abril de 1806, quando se opôs a uma acusação de impeachment do marquês Wellesley. Ele falou novamente em 18 de junho de 1806 por um tecnicismo jurídico e, depois disso, não interveio por mais seis anos. Braby e outras fontes indicam que ele não gostava de seu tempo no Parlamento e raramente estava lá, a menos que fosse necessário para tratar de algum negócio.
Em junho de 1812, foi nomeado procurador-geral da Inglaterra e do País de Gales, recebendo o título habitual de cavaleiro, e, em maio de 1813, foi nomeado procurador-geral. O procurador-geral era o procurador sênior da Coroa, durante um período em que o príncipe regente temia mudanças liberais na lei criminal e na estrutura parlamentar. Garrow, como "uma mera criatura do regente", poderia ser confiável para se opor a isso; em vez do trabalho progressista e defensivo empreendido no início de sua carreira, esse período foi de agressão conservadora contra os reformadores. Garrow foi particularmente desagradável com Sir Samuel Romilly, um dos que procuravam reformar um código penal que muitos afirmavam não estar funcionando. Em 5 de abril de 1813, o Projeto de Lei de Romilly sobre o Attainder of Treason and Felony foi apresentado ao Parlamento. Sua intenção era remover a "corrupção do sangue", a exclusão da posse e transmissão de terras para os culpados de traição e crimes graves. Garrow, então procurador-geral, declarou que o projeto de lei removeria uma das salvaguardas da Constituição britânica. O projeto acabou falhando e a corrupção do sangue não foi removida da lei inglesa até o Ato de Confisco de 1870. Ele também trabalhou como Chefe de Justiça de Chester de 1814 a 1817.
Garrow também se envolveu na revogação das Corn Laws, votando a favor da medida, e patrocinou legislação para controlar a prática cirúrgica no Reino Unido; o projeto de lei, no entanto, não foi aprovado. No início do século XIX, a crueldade animal era generalizada; Garrow foi um dos que acharam isso terrível e patrocinou um projeto de lei em 1816 para aumentar as penalidades por andar a cavalo até que este sofresse ferimentos graves ou morte. Embora derrotado, suas ações foram justificadas por um projeto de lei de 1820 apresentado por Thomas Erskine, que recebeu o consentimento real e se tornou lei. Garrow acabou renunciando ao cargo de procurador-geral e membro do parlamento em 1817, quando foi nomeado um dos Barões do Tesouro.

## Carreira como juiz
A primeira nomeação como juiz de Garrow ocorreu em 1814, quando foi nomeado Chefe de Justiça de Chester. Isso foi contestado por Sir Samuel Romilly, que argumentou que os cargos de Chefe de Justiça e Procurador-Geral eram incompatíveis, dizendo que "nomear um cavalheiro ocupando um cargo lucrativo a critério exclusivo da Coroa para uma situação judicial elevada era extremamente inconsistente com a independência do caráter judicial que tanto importava preservar inviolável”. Em 6 de maio de 1817, Garrow foi nomeado Barão do Tesouro e Serjeant-at-Law, sucedendo Richard Richards, e renunciou ao seu cargo no Parlamento e ao cargo de Procurador-Geral. Ele não era um juiz particularmente distinto no Tesouro, principalmente devido à falta de conhecimento dos pontos mais sutis da lei. Praticar nos Assize Circuits, no entanto, era uma questão diferente; lidando com sua lei criminal mais familiar, em vez da lei comercial do Tesouro, Garrow teve um desempenho muito melhor. Braby indica que ele surpreendia regularmente advogados e réus com seu conhecimento das complexidades do crime. Garrow se aposentou em 22 de fevereiro de 1832, sendo substituído por John Gurney, tendo sido nomeado Conselheiro Privado ao se aposentar como uma medida do respeito do governo por ele. Ele morreu em casa em 14 de setembro de 1840, aos 80 anos.

## Vida pessoal

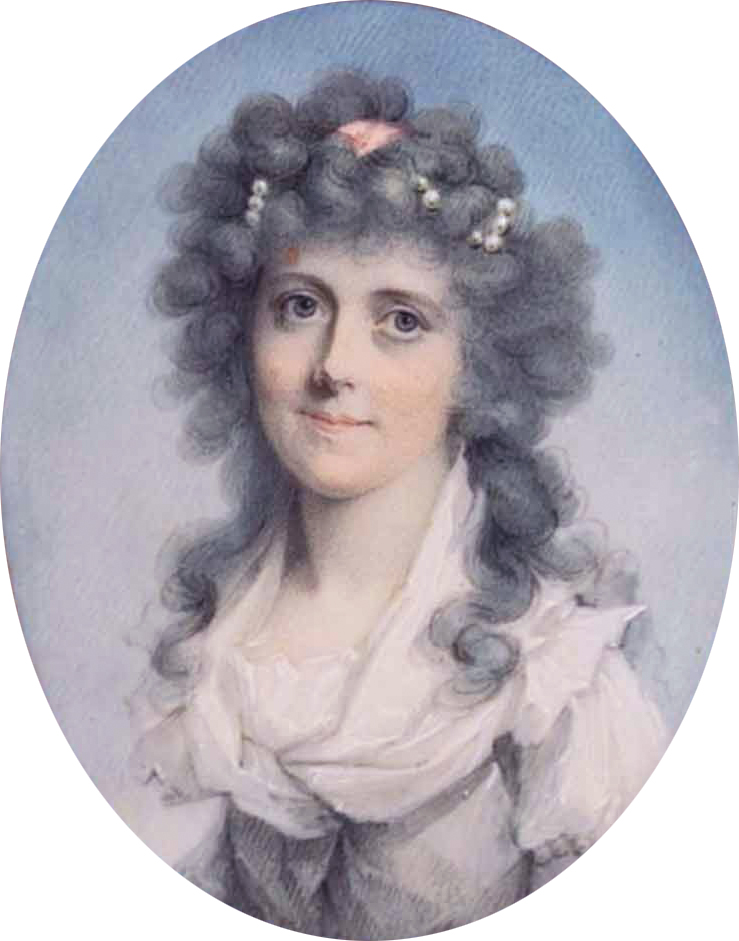
Sarah Garrow

Garrow teve um relacionamento irregular com Sarah Dore, que já tinha um filho, William Arthur Dore Hill, de Arthur Hill, Visconde Fairford em 1778. Thomas Hague sugeriu que Dore era uma nobre irlandesa que Garrow havia seduzido, mas a única intenção de seus escritos era menosprezar Garrow, e não há evidências para apoiar sua afirmação. Seu primeiro filho, David William Garrow, nasceu em 15 de abril de 1781, e seu segundo, Eliza Sophia Garrow, nasceu em 18 de junho de 1784. Garrow e Dore finalmente se casaram em 17 de março de 1793.
Sarah era considerada particularmente elegante e estava ativamente envolvida nos assuntos locais em Ramsgate, onde a família morava. Ela morreu em 30 de junho de 1808 após uma longa doença, e foi enterrada na Igreja de St Margaret, em Darenth. David William Garrow foi graduado no Christ Church, em Oxford, ganhando o grau de Doutor em Divindade, e trabalhou como um dos capelães do Príncipe de Gales. Seu filho, Edward Garrow, era jogador de críquete e clérigo. Eliza Sophia Garrow casou-se com Samuel Fothergill Lettsom; um de seus filhos, também chamado William Garrow, ocupou o cargo como cônsul-geral do Uruguai.

## Legado
A propriedade de Garrow foi avaliada em 22 mil libras esterlinas após sua morte perto de Ramsgate, Kent, incluindo 12 mil no Banco da Inglaterra, 5 mil em três apólices de seguro e 5 mil garantidos por hipotecas. O testamento de Garrow foi escrito em 1830 e continha apenas duas exigências; estabelecer um fundo e ser enterrado em sua cidade natal, Hadley, com seu tio, o irmão mais novo de seu pai, William (que havia deixado para Garrow a melhor parte de sua fortuna). O fundo continha toda a sua propriedade, com os curadores sendo Leonard Smith, um comerciante, Edward Lowth Badeley, de Paper Buildings; Inner Temple e William Nanson Lettsom, de Gray's Inn. O dinheiro foi dividido entre Joseph Garrow, sobrinho de Garrow, que recebia mil libras e duzentas libras para cada um dos filhos da irmã de Garrow, duas mil libras para a irmã e trezentas libras por ano para a viúva do filho de Garrow. Eliza, filha de Garrow, recebia trezentas libras por ano dos juros do fundo, com uma provisão adicional de duzentas para uso conjunto de Eliza e seu marido. O espólio foi estruturado por um profissional do direito, pelo que não foram pagos impostos sucessórios. A segunda instrução foi ignorada: Garrow foi enterrado no cemitério de St Laurence, Ramsgate, sua igreja paroquial.
Edward Foss o descreveu como "um dos advogados mais bem-sucedidos de sua época", algo ligado mais ao seu "talento extraordinário" em interrogatório do que ao seu conhecimento da lei; Garrow uma vez disse a uma testemunha antes de um caso que "você conhece um fato particular e deseja ocultá-lo – vou arrancar de você!". Lord Brougham, que regularmente se opôs a ele no tribunal, escreveu que "nenhuma descrição pode dar ao leitor uma ideia adequada dos poderes deste eminente praticante ao lidar com uma testemunha". Lemmings observa Garrow não apenas como um advogado formidável, mas também o "primeiro advogado a estabelecer uma reputação como advogado de defesa".
Garrow foi em grande medida esquecido; embora Robert Louis Stevenson e sua esposa tenham descoberto seu trabalho uma geração depois, ao ler transcrições de casos de Old Bailey, houve pouco trabalho acadêmico sobre ele até o final do século XX. Em 1991, John Beattie publicou "Garrow for the Defence" na revista científica History Today, seguido por "Scales of Justice: Defense Counsel and the English Criminal Law in the Eighteenth and Nineteenth Centuries" na Law and History Review. Allyson May, que concluiu seu doutorado com Beattie, ampliou ainda mais a análise do trabalho de Garrow em The Bar and the Old Bailey: 1750–1850, publicado em 2003.
O trabalho de Garrow foi citado no tribunal em 1982, quando a Suprema Corte do Canadá citou uma passagem de The Trial of William Davidson and Richard Tidd for High Treason, onde Garrow instruiu o júri sobre como interpretar o testemunho, em Vetrovec v The Queen em 1982. Em 2006, ele foi novamente citado, quando o Tribunal de Apelação Criminal da Irlanda usou o mesmo trabalho em sua revisão da condenação de Brian Meehan em 1982 pelo assassinato de Veronica Guerin.
Em 2009, a BBC One transmitiu Garrow's Law, um drama de ficção em quatro partes do início de Garrow em Old Bailey, estrelado por Andrew Buchan como Garrow. Uma segunda série, novamente de quatro partes, foi ao ar no final de 2010, e a terceira e última série de quatro partes foi ao ar em novembro e dezembro de 2011.

### Impacto de modelo judicial

#### Direito ao contraditório
É indiscutível que Garrow afetou massivamente o moderno sistema judicial do direito ao contraditório usado em várias nações ocidentais e as regras de evidência, embora ele mal estivesse ciente disso. Antes da época de Garrow, os réus em casos criminais não tinham permissão para ter um advogado de defesa; como resultado, todos os réus por incêndio criminoso, estupro, roubo, assassinato e a maioria das formas de roubo foram forçados a defender a si mesmos. O primeiro passo para isso foi com a Lei da Traição de 1695 (para regular os julgamentos em casos de traição), que permitia aos réus de traição o direito a um advogado. A prática de Garrow foi mais um passo à frente; com seu estilo agressivo e direto de interrogatório, ele promoveu uma defesa mais comprometida dos clientes e indiretamente reformou o processo de advocacia no século XVIII. Sua área de advocacia (ele foi advogado de defesa em 83% de seus casos) e estilo são considerados fundamentais por Beattie no estabelecimento da "nova escola" de advocacia; seu estilo agressivo na defesa criou um novo estilo para os advogados seguirem, ajudando a neutralizar um sistema legal tendencioso contra o réu. Embora ele não tenha sido a única causa dessa reforma, sua posição à frente da Ordem dos Advogados significava que ele servia como um exemplo altamente visível para os novos advogados seguirem. De certa forma, Garrow estava muito à frente de seu tempo; ele inventou a frase "inocente até que se prove o contrário" em 1791, embora o júri tenha se recusado a aceitar esse princípio e não tenha sido confirmado pelos tribunais até muito mais tarde.

#### A inserção de evidências comprobatórias
Garrow também influenciou as regras de evidências, que estavam apenas começando a evoluir quando ele iniciou sua carreira. Sua insistência de que boatos e documentos copiados não poderiam ser admitidos como prova levou à regra da melhor evidência. Ele foi crucial ao insistir na autonomia dos advogados ao apresentar provas, em um caso argumentando abertamente com o juiz de primeira instância para insistir que os advogados tivessem independência ao apresentá-las. Durante este período, o uso de especialistas médicos enviesados foi particularmente problemático. Embora os especialistas médicos fossem regularmente chamados em Old Bailey, o uso de especialistas enviesados foi resistido e, no início, os especialistas receberam autoridade limitada. Embora isso tenha aumentado no final do século XVII, consoante o crescente desejo dos juízes por certeza e fatos, Garrow é apontado como um excelente exemplo da atitude que os advogados adotavam ao interrogar essas testemunhas. Ao defender Robert Clark, acusado de matar John Delew com um chute no estômago, Garrow usou uma mistura de interrogatório agressivo e conhecimento médico para fazer o especialista médico da promotoria admitir que não poderia provar como Delew havia morrido. Garrow e seus defensores posteriores aprenderam como efetivamente "interrogar" tais testemunhas, fortalecendo seus próprios argumentos (quando era seu especialista) ou demolindo os de outras pessoas (quando era um especialista ligado ao outro lado).